# Скоростная железная дорога Пекин — Шэньян

Скоростная железная дорога Пекин — Шэньян

Скоростная железная дорога Пекин — Шэньян (кит. 京沈客运专线) длиной 705 км строится от Пекина через провинцию Хэбэй до столицы провинции Ляонин города Шэньян. Инвестиция в проект составляет 961.6 миллиардов юаней.
Работы начигались в 2010 году, но откладывались и возобновились в 2014 году, займут при этом не менее 5 лет  . Расчётная скорость движения поездов — 350 км/час.
Дорога планируется как участок Высокоскоростной пассажирской линии Пекин — Харбин. Другим участком будет Скоростная железная дорога Харбин — Далянь (904 км), которая предположительно будет запущена в 2012 году, и будет обеспечивать сообщение Шэньян — Чанчунь — Харбин и ветку Шэньян — Далянь
Параллельно этой линии между Пекином и Шэньяном строится другая высокоскоростная трасса Тяньцзинь — Циньхуандао — Шэньян, также предположительно будет пущена в 2012 году.

## Остановки
1. Пекин — Северный (кит. 北京站)
2. Синхо (кит. 星火站) Чаоян (Пекин)
3. Шуньи — Западный (кит. 顺义西站)
4. Хуайжоу- Южный (кит. 怀柔南站)
5. Миюнь- Восточный (кит. 密云东站)
6. Синлун — Западный (кит. 兴隆西站)
7. Чэндэ — Южный (кит. 承德南站)
8. Пинъюань — Северный (кит. 平泉北站)
9. Нюхэлян (кит. 牛河梁站)
10. Хацзо (кит. 喀左站)
11. Чаоян — Северный (кит. 朝阳北站)
12. Бэйпяо — Восточный (кит. 北票东站)
13. Фусинь — Северный (кит. 阜新北站)
14. Хэйшань — Северный (кит. 黑山北站)
15. Синьминь — Северный (кит. 新民北站)
16. Шэньян (кит. 沈阳站)